# Château d'Antigny
Le château d'Antigny est un château daté des XIIe, XVIIe et XVIIIe siècles, classé monument historique en 1993, il est situé sur le lieu-dit Antigny-le-Château, commune de Foissy (Côte-d'Or).

## Description
Non loin d'Arnay-le-Duc (7 km à l'Est par la RD 17), il domine au sud-est le hameau d'Antigny-le-Château ; l'entrée se fait côté sud-ouest par une grille, via une allée arborée après emprunt d'un chemin vicinal.
Daté du XIIe siècle, les éléments les plus anciens se trouvent parallèlement au château actuel, côté nord-est, dont une tour quadrangulaire ruinée et des murs de forte épaisseur.
L'édifice actuel est en forme de losange. Une grosse tour ronde en moyen appareil, à mâchicoulis et toit conique du XVe siècle, en marque la pointe sud. Elle est accolée d'un corps de logis du XVIIIe (ex-écuries) et d'une chapelle. Le corps de logis et la chapelle à nef simple forment le côté sud-est.
Le côté sud-ouest, dont l'entrée est un petit bâtiment à étage unique, occupe la place d'anciennes courtines et d'une tour porche. Les côtés orientaux sont bordés par des bosquets.
Le corps de logis principal de 1624, au nord-ouest, est longé d'une terrasse bordée d'un jardin agencé à la française divisé en six parties égales engazonnées. Sur le pourtour de ce jardin, on trouve des arbustes taillés façon topiaire. En sus, le château possède vergers et champs.
Hors les murs, deux anciennes métairies ont été reconverties en locations saisonnières.
Le corps de logis principal comprend six chambres à thème, dont une chambre bleue et une chambre toile de Jouy, un petit salon avec un piano Pleyel début de production, un grand salon à cheminée monumentale (1680) ainsi qu'une bibliothèque où Royall Tyler aimait à écrire.
Depuis 1923, les Tyler ont rénové l'endroit avec soin, tout en faisant évoluer la demeure avec les progrès techniques de leur époque, à l'exemple de ce téléphone de 1923 que l'on trouve dans le petit salon, jusqu'aux équipements multimédias et Internet à l'usage des résidents. Les salles de bains sont aussi une preuve de cette évolution, avec dans l'une une antique baignoire à pieds et dans une autre un ancien modèle de douche, les deux parfaitement fonctionnels.
La surface totale du domaine est de 48 562 mètres carrés (presque 5 hectares).

## Historique

### Chronologie
En 1116, mention du 1er seigneur d'Antigny, Eudes grand sire d'Antigny, vicomte de Beaune.
À la fin du XIIIe siècle, il est la propriété de la famille d'Antigny, jusqu'à Philippe de Montagu, seigneur de Chagny. Puis le château passa par mariage à Thierry de Montbéliard.
Jusqu'en 1477, le château passe aux Noyers, La Trémouille, Vergy, Pontailler... soit par partage, soit par mariage.
En 1477, Claude de Toulongeon, seigneur d'Antigny par son mariage avec Guillemette de Vergy veuve de Guillaume de Pontailler, qui avait pris parti pour Marie de Bourgogne contre Louis XI, perd son château.
De nouveau, les propriétaires s'enchaînent : Pontailler, Dinteville, Vienne...
De 1651 à 1803, le château passe aux Damas, jusqu'à Jacques François de Damas.
De baron d'Antigny, Claude de Damas du Breuil est promu en 1654 marquis d'Antigny.

### Les seigneurs
- une première famille seigneuriale d'Antigny se termine avec Flore d'Antigny, fl. vers 1200, fille de Guy, qui épouse 1° Guillaume de Neublans de Pagny et de Pouilly (vers 1165-1228 ; de la branche cadette des Neublans), puis 2° Simon II de Chaussin (d'une autre branche des Neublans ; d'où Postérité) 
  - (du 1°) Leur fils aîné Hugues III de Neublans d'Antigny épouse Béatrice de (Bourgogne)-Mâcon-Vienne (d'où Hugues IV, l'aîné, qui fonde la Maison de Vienne, alors que son frère cadet Henri devient sire de Sainte-Croix tout en prenant le nom d'Antigny plutôt que de Neublans ou de Vienne, mais sans avoir en fait la seigneurie d'Antigny)
  - (du 1°) Le frère cadet d'Hugues III, Philippe (Ier) de Neublans, (vers 1210-1249) assume la seigneurie d'Antigny : il épouse Elisabeth/Isabelle de Champlitte-Pontailler fille de Guillaume d'Achaïe et d'Alix/Adélaïde de Montréal — fille d'Anséric III ou IV — et cousine au troisième degré de Béatrice de Mâcon-Vienne ci-dessus (son père Guillaume est le fils d'Eudes le Champenois, dont la mère Elisabeth/Isabelle de Bourgogne était fille du comte Étienne Ier Tête Hardie), d'où : 
    - Flore (on trouve aussi Blanche) de Neublans, dame d'Antigny, qui épouse le capétien Philippe de Bourgogne-Monta(i)gu sire de Chagny.
- La fille de Flore/Blanche de Neublans et Philippe de Montagu, Jeanne (Ire) de Bourgogne-Montagu, † vers 1290, épouse Thierry de Montfaucon-Montbéliard-Courchaton (fils d'Isabelle de Chay, Montfort et Châtel-Maillot, et de Richard IV ou Ier de Courchaton et Montrond ; ce dernier était un fils cadet de Richard III de Montfaucon, comte de Montbéliard, et d'Agnès de Bourgogne d'Auxonne, fille d'Étienne Ier-II d'Auxonne et grande-cousine de Béatrice ci-dessus : cf. leur aïeul Étienne Ier Tête Hardie). D'où : 
  - Richard V ou II de Montfaucon-Courchaton, père de (probablement par son 1° x avec Marguerite, fille de Jean III de Thourotte, plutôt que par son 2° x avec Isabelle de Pontailler) : 
    - Jeanne (II), mariée au maréchal et Grand bouteiller de France Miles IX de Noyers († 1350). 
      - Leur fils Jean Ier de Noyers († en mai 1362 à la bataille de Brignais) devient par acquisition en 1337/1338 comte de Joigny. 
        - La succession passe aux comtes de Joigny : leur fils Miles Ier ou XIII  (x Marguerite de Melun-Tancarville, fille du comte Jean II de Melun, comte de Tancarville), 
          - puis leur petit-fils Miles II ou XIV de Noyers (fils de Miles Ier et Marguerite de Melun ; x Marguerite, fille de Bernard II, comte de Ventadour et de Montpensier). 
            - La fille héritière de Miles II, Marguerite de Noyers († vers 1423/1434), comtesse de Joigny après ses frères Jean III et Louis de Noyers, épouse (avec postérité des deux mariages) : 1° Jacques II de Vienne seigneur de Longwy († 1396 à Nicopolis) ; et 2° Guy de La Trémoille comte de Joigny du chef de sa femme, fils du maréchal de Bourgogne Guillaume de La Trémoille et de Marie de Mello (par laquelle il tenait la baronnie de Bourbon-Lancy et la seigneurie d'Uchon), frère de Bonne de La Trémoille (l'épouse de Mathée/Mathieu III de Longwy seigneur de Rahon et Givry), et cousin germain de Georges ; d'où, du 2° :
              - Louis de La Trémoille, comte de Joigny et sire d'Antigny († sans postérité vers 1467) ; sont alors assurées :
              - la suite des comtes de Joigny par la descendance de sa sœur aînée Jeanne de La Trémoille, femme de Jean de Chalon d'Arlay d'Orange, seigneur de Vitteaux, fils cadet du prince Jean III ;
              - et la succession des sires d'Antigny par son autre sœur Claude/Claudine de La Trémoille, qui suit :
- Claude/Claudine de La Trémoille, † 1438, x Charles de Vergy d'Autrey, † 1467, fils de Jean x Antoinette de Salins-La Tour, d'où : 
  - Guillemette de Vergy, dame d'Antigny, Frôlois et Bourbon-Lancy, x 1° Guillaume de Champlitte-Pontailler de Talmay (issu de Guillaume d'Achaïe ci-dessus ; † 1471), et 2° Claude de Toulongeon de La Bastie (-sur-Cerdon), fils d'Antoine ; postérité des deux lits, dont :
    - Alix de Pontailler, x Jacques de Jaucourt-Dinteville de Commarin, d'où : 
      - Bénigne de Dinteville, x vers 1500 Gérard de Vienne, seigneur de Ruffey et de Chevreaux, † 1545, d'où[1] :
        - François de Vienne, sire de Commarin, baron de Ruffey (1519-1559), x Guillemette de Luxembourg-Ligny-St-Pol, fille de Charles Ier, comte de Brienne en 1519-1530, parents de : 
          - Jacques de Vienne (1536-ap. 1566 : vers 1587 ?), sans postérité de sa femme Charlotte, fille de Claude de Clermont de Toulongeon (cf. Traves)
          - Antoine de Vienne (1538-vers 1590), héritier de son frère aîné Jacques ; fait comte de Commarin en 1588, x 1572 Claude d'Esguilly, parents de : 
            - Jacques-François (Ier) de Vienne, † 1605, x Françoise fille de François de La Magdeleine de Ragny, parents de : 
              - Jacques II de Vienne (1599-† vers 1637), seigneur d'Antigny, de Ruffey et de Chevreaux (le comté de Commarin passe à son frère aîné Charles Ier, né en 1597, acquéreur de Châteauneuf en 1627 : voir ci-dessous), né en 1599, x 1626 Claude-Marguerite de Saint-Mauris de Montbarrey
                - leur fille Claude-Alexandrine de Vienne, x 1651 Claude II (de) Damas, seigneur du Breuil et du Buisson, gouverneur des Dombes, marquis d'Antigny en 1654.

Leur fils François-Joseph (de) Damas, † 1684, seigneur d'Antigny, Ruffey et Chevreaux, amorce les Damas d'Antigny ; x 1684 Marie-Jacqueline de La Baume-Montrevel, nièce de Ferdinand, d'où : 
- Joseph-François (de) Damas (1699-1736), marquis d'Antigny, gouverneur des Dombes ; x 1725 Judith de Vienne (1699-1780/1781), dame de Commarin, fille de Charles II de Vienne-Commarin (1656-1731, marié en 1698 à Anne de Chastellux, 1672-1744, fille de César-Philippe ; fils d'Henri de Vienne, 1632-1687, lieutenant-général au duché de Bourgogne, marié en 1655 à Jeanne-Marguerite, fille de Bénigne Bernard de Trouhans ; petit-fils de Charles Ier et Marguerite Fauche de Domprel ; et arrière-petit-fils de Jacques-François de Vienne ci-dessus), parents de : 
  - Jacques-François (II) (sa sœur Alexandrine, 1728-1809, est la mère de Talleyrand), né en 1732, vend le domaine de Ruffey au général-comte Lecourbe en 1804, et épouse en 1755 Zéphirine-Félicité de Rochechouart de Faudoas fille de François Charles, d'où : 
    - Charles-César (1758-1829), duc d'Antigny en 1827, x Aglaé Andrault de Langeron de Maulevrier (1759-1827 ; fille de Charles-Claude et petite-fille du maréchal Jean-Baptiste), d'où : 
      - Adélaïde-Louise-Zéphirine de Damas (1784-1838), x (avec postérité des deux mariages) 1° Charles-François-Elzéar marquis de Voguë, d'où l'héritage de Commarin : parents de Léonce-Louis-Melchior de Vogüé, et grands-parents de Charles-Jean-Melchior de Vogüé et Laurent-Charles-Arthur de Vogüé ; 2° César-Laurent comte de Chastellux

    - le frère cadet de Charles-César est Roger (1765-1823).

### Période contemporaine
Vers 1803, le château d'Antigny est la propriété d'un certain Perrier qui ne fait pas grand cas de son bien et le laisse dépérir.
De 1818 à 1876, le château appartient à François Cassien Tainturier (maire de Foissy).
De 1877 au début du XXe siècle, plusieurs propriétaires éphémères se succèdent.
Vers 1910, le propriétaire est un agriculteur, Augustin Charlot, qui y remise son grain.
En 1912, Royall Tyler, américain, historien d'art, banquier et futur diplomate, et sa femme Elisina Tyler (née comtesse Elisina Palamidessi de Castelvecchio), italienne de naissance et apparentée à Napoléon par son frère Louis roi de Hollande (Louis Bonaparte, 1778-1846, père de Napoléon III, eut d'une liaison avec Jeanne-Félicité Roland : François-Louis-Gaspard comte de Castelvecchio - ce titre est-il une allusion au fortin et à la colline de Castel-Vecchio près d'Ajaccio ? - 1826-1869, père entre autres filles de Joséphine, 1857-1932, épouse en 1874 de Francesco Palmidessi, 1847-1891, d'où trois enfants dont Elisina), s'entichent du château.
En 1922, la commune met la demeure aux enchères. Les Tyler l'achètent en 1923 pour moins de trois mille dollars.
Tyler et sa femme feront de l'endroit un lieu de vie intellectuelle, qu'ils rempliront d'objets byzantins. Royall Tyler y écrira des ouvrages, et sa femme y recevra Edith Wharton (Prix Pulitzer) qui laissera quelques objets personnels. Le chauffeur de cette dernière (Henry Clark Smith) deviendra celui des Tyler de 1937 à sa mort en 1978.
Pendant la Seconde guerre mondiale, Royall Tyler demeure à Genève mais sa femme reste au château. Forte de sa naissance italienne et de son statut de citoyenne américaine, d'un caractère vif et bien trempé, elle réussit à subjuguer les officiers allemands venus réquisitionner la place. Elle évite ainsi le pillage constaté pour d'autres demeures des environs. Le château devient un lieu de conseils et de réconfort pour le voisinage. Le résistant arnétois Jean Nasica y vint aussi. En décembre 1941, sur le point d'être arrêtée, elle fuit en Suisse rejoindre son mari. On sait que le château servit de cache à au moins un aviateur allié qui fut convoyé en lieu sûr par monsieur Clark Smith.
Début 1953, à la mort de son père (par suicide), William Royall Tyler prend en main la destinée du château. Fin 2003, Mathilda Eve Thompson, fille de William Royall Tyler, en devient la détentrice à la suite du décès de celui-ci emporté par les maladies d'Alzheimer et de Parkinson.
Le château est classé monument historique dans sa totalité, le bâtiment, son mobilier, ses espaces verts, par arrêté du 18 octobre 1993.
En 2003, il ne se visitait pas, étant destiné à la location de vacances sous la responsabilité d'un régisseur.